# Michael Hayvoronsky
Michael Orest Hayvoronsky (Mykhailo Orest Haivoronsky) (en ucraniano: Михайло Орест Гайворонський) (15 de septiembre de 1892 - 11 de septiembre de 1949) fue un director de orquesta, compositor, músico,  profesor, violinista y crítico ucraniano.

## Biografía

### Ucrania
Michael Hayvoronsky nació el 15 de septiembre de 1892 en Zalischyky, ubicado en la región de Podilia. Después de completar sus estudios en el seminario de Zalischyky en 1912, asistió al Instituto de Música Mykola Lysenko en Lviv. Durante el inicio de la Primera Guerra Mundial, participó en un movimiento nacionalista independentista en Halych. Hayvoronsky fue organizador, director e inspector de varias orquestas. A principios de la década de 1920, estuvo muy activo en la escena musical, enseñando en el Instituto de Música Mykola Lysenko en Lviv, siendo profesor de música en una escuela secundaria para niñas y dirigiendo los coros combinados Boyan y Bandurist.

### Estados Unidos
En 1923, Michael Hayvoronsky se trasladó a Nueva York, Estados Unidos, donde estableció un Conservatorio de Música en 1924 y ofreció conferencias en la Universidad de Columbia. Posteriormente, fundó y dirigió una Orquesta Instrumental Ucraniana hasta 1936. Además, organizó y dirigió un coro compuesto por cantantes de siete coros de iglesias, con los cuales llevó a cabo importantes conciertos de sus propias obras entre 1932 y 1936. A partir de la segunda mitad de la década de 1930, el compositor se dedicó principalmente a componer música y respaldar a la comunidad ucraniana en Estados Unidos. Hayvoronsky falleció el 11 de septiembre de 1949 en Nueva York, donde también fue sepultado.

## Obras
Las composiciones más reconocidas de Michael Hayvoronsky abarcan más de treinta canciones de fusileros, algunas de las cuales están inspiradas en sus propios poemas. Además, destacan la Rapsodia Dovbush, así como oberturas, bailes y marchas compuestas para orquesta de viento.

### America
- el allegro sinfónico
- el vals Chervona Kalyna
- cuartetos para trío de violín:
  - morozenko
  - Suite navideña
  - Kolomiyka
- piezas de violín :
  - Elogio
  - Kolyskova
  - Canción sin palabras
  - Serenata
  - sonatina

### Coro
M. Hayvoronsky también compuso las colecciones corales :
- Villancicos y shchedrivkas
- La Navidad Hutsul
- dos liturgias
- dos Izhe Kheruvym

### Teatro
Sus obras teatrales más famosas:
- Viy
- Dovbush
- Hetman Doroshenko